# Волчок, Юрий Павлович
Юрий Павлович Волчок (28 февраля 1943, Москва — 6 июля 2020, там же) — советский и российский искусствовед, старший научный сотрудник, профессор кафедры советской и современной зарубежной архитектуры Московского Архитектурного Института, академик Международной академии архитектуры. Вице-президент Союза московских архитекторов, почётный строитель Москвы. Член оргкомитетов ряда конференций и конкурсов. Руководитель отдела отечественной и зарубежной архитектуры новейшего времени Научно-исследовательского института теории архитектуры и градостроительства, советник Российской академии архитектуры и строительных наук.

## Биография
Юрий Волчок родился 28 февраля 1943 года в Москве в семье врача Фаины Александровны Гешелиной (1921—1984) и архитектора, участника Великой Отечественной войны, кавалерa ордена Красной Звезды Павла Соломоновича Волчка (1912—2006), уроженца Харькова. Отец, выпускник Московского архитектурного института (1936), после демобизилации в 1945 году возглавлял архитектурные группы в институтах «Центрогипрошахтострой» и ЦНИИЭП жилища, заслуженный архитектор РСФСР.
Юрий Волчок с 1965 по 1971 год работал в Моспроекте в первом отделе строительных конструкций на должности инженера руководителя группы. Одновременно с работой Юрий Павлович окончил два университета: Московский инженерно-строительный институт в 1966 году и Московский государственный университет в 1973 году.
С 1971 года Ю. Волчок работал в Научно-исследовательском институте теории архитектуры и градостроительства Российской академии архитектурных и строительных наук, сначала на должности младшего научного сотрудника, затем старшего, ведущего и руководителя сектора, а затем заведующего отдела. С 1973 года он работал в Центре дополнительного профессионального образования МАРХИ.
В 1975 году зодчий издал обзорный труд «Тектоника многоярусных структур: Обзор», который вышел в ЦНТИ по гражданскому строительству и архитектуре. После выхода данной публикации, с 1976 года он работал в НИИ теории архитектуры и градостроения. В том же году Юрий Павлович защитил кандидатскую диссертацию на тему «Инженерное творчество и формообразование в архитектуре (проблемы тектоники в теории архитектуры)». В следующем году из печати вышел очередной труд учёного на тему «Конструкции и архитектурная форма в русском зодчестве XIX — начала XX вв».
После Спитакского землетрясения прибыл в Ленинакан и собрал обширный архив проектов. Впоследствии он подарил собранный им большой и уникальный архив фотографий советских зданий и проектов как базу для созданного Института модернизма.
В 1998 году Ю. Волчок получил учёное звание профессора архитектуры.
В 2003 году архитектор получил грант от Президента Российской Федерации на выявление неизученных памятников архитектуры 1920—1930-х годов в России и одновременно стал лауреатом премии «Золотое сечение-2003», а в 2004 году начал преподавать в Московском государственном университете. За время преподавательской деятельности ученый подготовил семь кандидатов архитектуры.
С 2004 года Юрий Павлович занимал профессорскую должность в МГУ им. М. В. Ломоносова на кафедре истории отечественного искусства.
За годы работы Юрий Павлович читал лекции в университетах Львова, Берлина, Риги, Санкт-Петербурга, Белгорода, Самары. В 2013 году он создал серию телевизионных лекций об архитектуре в рамках научно-образовательной программы «Academia» на канале «Россия — Культура».
В июне 2015 года Юрий Павлович вошёл в состав рабочей группы по разработке профессионального стандарта «Специалист в области территориального планирования и градостроительного проектирования».
В последние годы жизни Юрий Павлович Волчок был деканом факультета дополнительного профессионального образования МАРХИ.
Юрий Волчок скончался 6 июля 2020 года в Москве.

## Научная деятельность

### Конференции и конкурсы
Юрий Павлович Волчок был участником и членом оргкомитетов многих конференций и конкурсов. В частности, он 12 апреля 2004 года принял участие в заседании жюри проводимого ежегодно Союзом московских архитекторов смотра-конкурса «Золотое сечение» на лучшее архитектурное произведение 2003/04 года (проекты, реализация).
С 1 по 4 октября 2007 года Юрий Волчок вёл заседания Международной научной конференции «Архитектурное наследство».
31 октября 2009 года Ю. Волчок принял участие в конференции «Сталинский ампир», сделав доклад на тему «Высотные здания Москвы: 1930—2015-е гг. К проблеме преемственности». Подготовил доклад на тему «Вокруг Калатравы» для конференции «Современная архитектура мира: основные процессы и направления развития», которая проходила с 3 по 4 октября 2011 года. С 18 по 20 января 2012 года он участвовал в конференции Международной научной конференции памяти С. О. Хан-Магомедова, на которой прочитал доклад «Новое знание и знание о „новом“ в научном творчестве С. О. Хан-Магомедова».
Юрий Павлович стал организатором конференции «Вопросы всеобщей истории архитектуры», которая проходила с 31 мая по 1 июня 2012 года. В рамках этой конференции ученый провёл ряд заседаний и прочитал лекцию на тему «Понятие „архитектоника“ в теории архитектуры (к 160-летию определения архитектоники К. Беттихера)».
21-22 января 2013 года Ю. П. Волчок принимал участие в конференции «Архитектурная мысль в потоке перемен: Традиционные и новые ценности профессии» и делал доклад «Понятие современности в приложении к архитектуре». 28 августа 2013 года Юрий Павлович модерировал круглый стол памяти В. Г. Шухова. С 2 по 12 сентября 2013 года Ю. Волчок читал публичную лекцию «Художник и город» на Третьем международном фестивале дизайна «Гармония среды».
29-30 января 2014 года в Российской академии архитектуры и строительных наук и в Центре авангарда в Еврейском музее Юрий Волчок на Вторых Хан-Магомедовских чтениях читал доклад «Знаки препинания при исследовании истории отечественной архитектуры Новейшего времени». 17-18 апреля 2014 года Ю. Волчок принял участие в Международном конгрессе «Гений В. Г. Шухова и современная эпоха». 29-30 мая 2014 года Юрий Павлович участвовал в Конференции НИИТИАГ РААСН где читал лекцию «Три греческих образования» А. Дж. Тойнби и их последствия для формирования методологии изучения истории архитектуры. 28 октября — 1 ноября 2014 года Юрий Павлович прибыл в Санкт-Петербург на V Международную научную конференцию по «Актуальным проблемам теории и истории искусства». На конференции он читал лекцию «Знание об античности и архитектуроведение в 60-е годы прошлого века». В конце 2014 года Юрий Волчок участвовал в международной научной конференции «Послевоенное восстановление памятников, теория и практика XX века», где читал доклад «Академические проекты послевоенного восстановления городов 1943—1945-х годов в контексте своего и нашего времени».
С 27 по 29 мая 2015 года Ю. Волчок принял участие в Московской международной научной конференции «Искусство скульптуры в XX—XXI веках: мастера, тенденции, проблемы». 29 июня 2015 года ученый выступил с докладом «„Генетическая значимость“ ренессансной традиции в творчестве И. В. Жолтовского 1920—1950-х годов» на научной конференции «Monumentalia & Modernita-2015: Традиция и контр-традиция в архитектуре и изобразительном искусстве Новейшего времени».
6 октября 2015 года на научной конференции «Современная архитектура мира» он выступил с докладом «Современные формы диалога образа и идеи в архитектуре в зеркале EXPO Milano-2015».

## Семья
- Мать — Фаина Александровна Гешелина (1921—1984)[16] — врач.
- Отец — Павел Соломонович Волчок (при рождении Пинхас Шлёмович Волчек[15]; 22 января 1912[40]—2006) — советский архитектор, заслуженный архитектор РСФСР, внёс большой вклад в разработку методики типового проектирования. В 1936 году окончил Московский архитектурный институт. Участник ВОВ, после мобилизации был направлен воевать под Киев, а затем в зону ПВО МВО Западного фронта ПВО. С 1944 года был переведён на Северный фронт. Награждён орденом Трудового Красного Знамени, орденами Отечественной войны II степени, Красной Звезды и медалями. После войны руководитель архитектурной мастерской в проектном институте «Центрогипрошахтострой». После создания ЦНИИЭПа жилища проработал там руководителем архитектурной мастерской в течение 27 лет. Автор многих проектов жилых домов серии (91, 93), общежитий (Типовая серия 1-207[41], 1-253[42] и др.)[43] (в городах: Липецк, Курск, Воронеж, Белгород, Набережные Челны, Тольятти, Мурманск, Архангельск, Апатиты, Кировск), а также в зарубежных странах (Вьетнам и др.)[44]. Напечатал ряд работ.
- Двоюродный брат — актёр Савелий Викторович Крамаров[45].
- Супруга — Людмила Волчок[22].

### Публикации
Как вспоминает вице-президент Союза архитекторов России Андрей Кафтанов:

В 1983 году, мы [...] вошли в рабочую группу под руководством Юрия Павловича по разработке методологии реконструкции и реабилитации «пятиэтажек», как домов так и районов, которые затем легли в основу первых двух всесоюзных конкурсов. Затем работа над книгой «40 лет Победы. Архитектура», в то время первое предъявление, а фактически — реабилитация Архитектуры военных лет и послевоенного десятилетия. Следующая — двухтомная книга «Год Архитектуры» и «Новое в Архитектуре», в которой удалось зафиксировать как процессы «перестройки» в архитектуре в конце 1980-х, так и предъявить возможные пути исправления ситуации. Последовавшие 1990-е подтвердили выявленные тогда проблемы социалистического градостроительства. Тогда, в эти самые тяжелее годы нашей новейшей истории, когда целенаправленно стиралась память о советском прошлом вместе со сносом памятников архитектуры того времени, под руководством Юрия Павловича мы работали над международным изданием лучшего в наследии XX века, под редакцией Кеннета Фремтона. Отдельная книга, вошедшая в знаменитое десятитомное издание, предъявленное на Конгрессе Международного союза архитекторов в Пекине в 1999 году, было посвящено 100 лучшим произведениям архитектуры на постсоветском пространстве. Во многом благодаря этой работе удалось сохранить для будущих поколений знаковые объекты прошедшего столетия..
Юрий Павлович входил в авторский коллектив «Энциклопедии русского авангарда», автор, составитель и ответственный редактор коллективных монографий: «Образы истории отечественной архитектуры Новейшего времени» (1996), «Проблема изучения истории советской архитектуры» (1991), «Константин Мельников и застройка Москвы» (1999, 2001), опубликовал более 100 научных работ, среди них:

#### Книги
- Тектоника многоярусных структур [Текст] : Обзор / [Сост. Ю. Волчок]. — Москва : ЦНТИ по гражд. стр-ву и архитектуре, 1975.[20]
- Конструкции и архитектурная форма в русском зодчестве XIX — начала XX вв. [Текст] / [Ю. Волчок, Е. Кириченко, М. Козловская, Н. Смурова ; Ред. коллегия: … Ю. Лебедев (отв. ред.) и др.] ; Гос. ком. по гражд. стр-ву и архитектуре, Центр. науч.-исслед. ин-т теории и истории архитектуры. — Москва : Стройиздат, 1977[20][21].
- О формировании образа Москвы : (Проекты и практика) / М. Астафьева-Длугач, Ю. Волчок. — М.: Знание, 1980[20].
- 40 лет Великой Победы. Архитектура : [Кат. выст. / Сост. Волчок Ю.; Статьи М. Астафьевой-Длугач и др.] — М.: Стройиздат, 1985[20].
- Волчок Ю. Конструкции и форма в советской архитектуре. — Стройиздат, 1980. — 261 с.[48]
- Астафьева-Длугач М. Волчок Ю. Москва строится: Семь новелл об архитектуре Москвы. — М.: Моск.рабочий, 1983. — 191 с., ил., 16 л. ил. — Библиогр.: с. 187—190.[49]
- Волчок Ю. Технология и тектоника : обзорная информация. Серия: Архитектура. Районная планировка. Градостроительство Вып. 10. — М. ЦНТИ по гражд. стр-ву и архитектуре Госстроя СССР, 1984. — 54 с.
- Год архитектуры : [Сборник : К VIII съезду Союза архитекторов СССР] / ЦНИИ теории и истории архитектуры; [Авт.-сост. Волчок Ю. и др.] — М.: Стройиздат, 1987[20].
- Новое в архитектуре : [Сборник] / Гос. ком. по гражд. стр-ву и архитектуре при Госстрое СССР и др.; [Сост. Волчок Ю. и др.] — М. : Стройиздат, 1987[20][50].
- Жилище 2000 года : Материалы и документы к IV пленуму правл. Союза архитекторов СССР / [Отв. сост. Волчок Ю.]. — М. : Б. и., 1988[20].
- Послевоенное восстановление городов : (По материалам совещ. 1985 года) : [Сборник] / Союз архитекторов СССР; [Отв. ред. Ю. Волчок]. — М.: СА СССР, 1988[20].
- Проблемы изучения истории советской архитектуры. — ВНИИТАЖ, 1991. — 265 с.[51]
- Волчок Ю., Кудрявцев А., Метленков Н., Степанов А. Архитектурное образование: проблемы развития. — М.: Эдиториал УРСС, 2009. — ISBN 978-5-8360-0544-3.
- Волчок Ю. История Москвы в генпланах[52].

#### Статьи
- Юрий Степанович Яралов. — Москва: Стройиздат, 1979[53].
- Инженерное творчество и формообразование в архитектуре [Текст] : (К пробл. тектоники в теории сов. архитектуры) : Автореф. дис. на соиск. учен. степ. канд. архитектуры : (18.00.01). — Москва, 1978[20].
- О конкурсе на Дворец Советов // Зодчество, 1989.
- История зодчества Новейшего времени // Проблемы истории архитектуры. Тезисы докладов. — Суздаль 1991, — Ч. 1, 1990.
- «Пространство время движение» и эпоха М. Я. Гинзбурга // Архитектурное наследство., Выпуск 40, 1996.
- Волчок Ю. Марко Петрус — «очевидец незримого». Образы Милана середины XX века // Вопросы всеобщей истории архитектуры. Выпуск 3. — М.: ЛЕНАНД, 2011. — 544 с.[54]
- Волчок Ю. Всемирная выставка в Филадельфии в 1876 году: формирование эпохи технической культуры и её отдалённые последствия // Вопросы всеобщей истории архитектуры: Материалы международной научной конференции 30-31 мая 2013 года, 2013.
- «Три греческих образования» А.Дж. Тойнби и их последствия для формирования методологии изучения истории архитектуры // Вопросы всеобщей истории архитектуры: Материалы международной научной конференции 29-30 мая 2014 года., 2014.
- Волчок Ю. Знание об античности и архитектуроведение в 60-е годы прошлого века: arche современной архитектуры // Актуальные проблемы теории и истории искусства: сб. науч. статей. Вып. 5. / Под ред. С. Мальцевой, Е. Станюкович-Денисовой, А. Захаровой. — СПб.: НП-Принт, 2015. С. 783—792. — ISSN 23122129.

## Критика
Доктор искусствоведения, профессор Андрей Баталов отмечал о Ю. Волчке: 

Он принадлежал к кругу ученых, уверенных в том, что их деятельность способна изменить, в числе прочего, и современные им архитектурные процессы. Сейчас всем этим людям должно было быть около 80 лет. Они верили в то, что их слово может трансформировать мышление тех, от кого зависит развитие архитектуры. В этом — одна из главных черт характера и Юрия Павловича Волчка, и его близкого друга Маргариты Иосифовны Длугач, и Вячеслава Леонидовича Глазычева, и других их коллег и друзей. Они занимали активную позицию и были уверены в способности человеческого разума изменить что-то в системе, в рамках который мы все тогда жили.

Он обладал острым концептуальным умом и, много занимаясь в числе прочего историей советской архитектуры, возвышался над преобладавшей в то время тенденцией хвалебно-фактологического описания процессов, — а исследовал современность с позиций академической науки. И ставил очень важные теоретические вопросы по отношению к тому материалу, который, казалось бы, сам по себе не провоцировал такой проблематики.
Доктор искусствоведения, директор НИИТАГ Армен Казарян следующим образом отзывался об Ю. П. Волчке:

Юрий Павлович Волчок — редчайший на сегодняшний день ученый, исследующий сущность архитектурных и художественных явлений, способный взглянуть на них с необычного ракурса — ракурса творца и философа. Обладая многосторонними знаниями, острым аналитическим мышлением, он не только генерировал идеи, но и умел привлекать к их воплощению круг своих сподвижников и учеников, призывая каждого из них раскрыть в общем замысле свои собственные мысли и достоинства.

Юрий Павлович был учителем по призванию, и учил он, прежде всего, мыслить и чувствовать структуру, конструкцию, образ произведения — качествам, крайне необходимым историку архитектуры. За последние десятилетия из его магистрантов и аспирантов сформировалась целая плеяда талантливых ученых и организаторов науки.

## Награды, звания и почётные членства
- Заслуженный архитектор РСФСР;
- Лауреат премии «Золотое сечение — 2003»;
- Член Центральной квалификационной комиссии Союза архитекторов России[55];
- Основатель и почётный член Украинской общественной организации по документированию и охране памятников архитектуры и урбанистики современного движения;
- Иностранный член Украинской академии архитектуры;
- Почётный строитель Москвы[8];
- Член секции по архитектурному наследию советского периода в Научно-методический совете по культурному наследию при Министерстве культуры Российской Федерации[56];
- Академик Международной академии архитектуры[6];
- Член научно-методического совета Московского Архитектурного Института (государственной академии)[5].